# Джон Бузмен
Джон Ніколс Бузмен (англ. John Nichols Boozman; нар. 10 грудня 1950, Шривпорт, Луїзіана) — американський юрист і політик (Республіканська партія). Сенатор США від штату Арканзас з 2011 року, представляв Арканзас у Палаті представників з 2001 до 2011 року. Також представляє Сенат в Комісії з питань безпеки та співробітництва в Європі.
Бузмен закінчив Northside High School у Форт-Сміті, Арканзас. З 1969 до 1972 року навчався в Університеті Арканзасу. В 1977 році він закінчив Південний коледж оптометрії.
Бузмен є баптистом. Одружений, має трьох доньок.